# さんふらわあ ごーるど

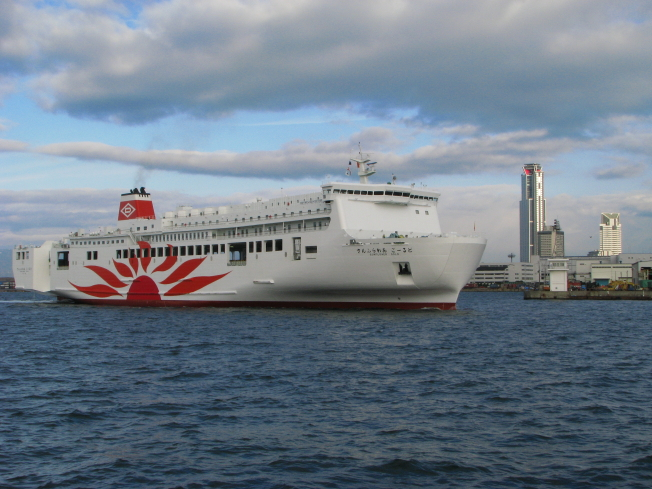
ダイヤモンドフェリー時代の「さんふらわあ ごーるど」（大阪南港）

さんふらわあ ごーるどは、商船三井さんふらわあが運航するフェリー。神戸港（六甲アイランドフェリーターミナル）と大分港と結ぶ航路に就航している。

## 概要
ダイヤモンドフェリーによりフェリーダイヤモンドの代船として三菱重工業下関造船所で建造され、2007年11月21日に神戸 - 大分航路（中九州航路）の直行便に就航した。船名はダイヤモンドフェリーの第1船「フェリーゴールド」に由来する。
推進システムは2機1軸としCO2排出量を削減し、日本のフェリーでは初めての二重船殻構造や電子海図とレーダーを重ねたチャートレーダーシステムを装備し安全性を向上。車両積載数を40%向上させ車輛搬出口を5か所に設け迅速な荷役を可能とした。
船内デザインは渡辺友之が手掛け、「春」をテーマとしたコンセプチュアルストーリーに基づいて作られた。
関西汽船とダイヤモンドフェリーのフェリーさんふらわあへの統合により、2009年11月1日からフェリーさんふらわあによる運航となった。その際、ファンネルマークがダイヤモンドフェリーの頭文字のDのマークからオレンジ1色に変更された。

## 船内

### 船室
個室は全て洋室となっており、左舷に赤・中央部に緑・右舷に青のエリアカラーが設けられている。また、日本のフェリーで初めてペット同伴可能の個室「ウィズペットルーム」が導入されている。
2016年にはツーリストルームの一部を改装して「プライベートベッド」を設置、1月24日から使用を開始した。個室とプライベートベッドの利用者には、使い捨てのカードキーが発行される。
2024年にはツーリスト客室へのUSB電源設置、浴場脱衣室やプロムナードなどパブリックスペースの改装等のリニューアルを実施。
| タイプ | クラス             | 定員  | 設備 |
| ------ | ------------------ | ----- | --- |
| 個室   | デラックス         | 2-4名 | 2名以上で利用の場合は補助ベッド使用 ユニットバス、シャワートイレ、洗面台、テレビ、冷蔵庫、バルコニー付き |
| 個室   | スタンダード       | 4名   | 二段ベッド、洗面台、テレビ付き、窓あり 「ウィズペットルーム」2室                                         |
| 個室   | スタンダード       | 2名   | 二段ベッド、洗面台、テレビ付き、窓なし 「ウィズペットルーム」4室                                         |
| 個室   | スタンダード       | 1-2名 | 2名利用の場合は補助ベッド使用、洗面台、テレビ付き、窓なし                                                |
| 寝台   | プライベートベッド | 1名   | テレビ、電源コンセント                                                                                   |
| 大部屋 | ツーリスト         |       | テレビ、電源コンセント（共用）                                                                           |

### 設備
- エントランス
- プロムナード
- 展望デッキ
- レストラン - 夕食、朝食ともにバイキング方式
- 売店
- 自動販売機
- 展望風呂
- シャワールーム
- ゲームコーナー
- キッズスペース
- 喫煙サロン
- ペットルーム

## 事故・インシデント
- 2009年10月21日、大分港から神戸港へ航行中、油圧式可変ピッチ推進装置（プロペラ）の舵角が変わらなくなり、所定の速度で航行出来なくなった。原因は設計上の欠陥により、油圧式可変ピッチ推進装置のアウターオイルチューブおよびボスヘッド締付けボルトに亀裂が生じたためであった。同型船のぱーるでも同様の損傷が確認され、当該部は形状が変更された対策品と交換された[7]。
- 2025年6月14日18時35分頃、大分港に停泊中ドライバールームの1部屋から火災が発生し乗組員により消火[8]。空調設備の不具合により発火に至ったとされ、6月18日に運航を再開[9]。